# Муратбаєво (Келеський район)
Муратба́єво (каз. Мұратбаев) — село у складі Келеського району Туркестанської області Казахстану. Входить до складу Актобинського сільського округу.
У радянські часи село називалось Отілення № 2 совхоза імені Муратбаєва.
Населення — 2298 осіб (2021; 1933 у 2009, 1611 у 1999, 789 у 1989).